# Bob Steele (aktor)
Bob Steele (właśc. Robert Adrian Bradbury; ur. 23 stycznia 1907 w Portlandzie, zm. 21 grudnia 1988 w Burbank) – amerykański aktor filmowy i telewizyjny.

## Życiorys
Urodził się w Portlandzie, w stanie Oregon jako Robert Adrian Bradbury. Syn reżysera Roberta N. Bradbury’ego. W latach 1927–1946 wystąpił w ponad 120 westernach. Ukończył Glendale High School (Glendale, Kalifornia). Zmarł w Burbank (Kalifornia, USA) z powodu rozedmy. Został pochowany w Forest Lawn Memorial Park w Hollywood Hills.

## Filmografia
- 1933: Breed of the Border
- 1934: A Demon for Trouble
- 1934: Brand of Hate
- 1936: Brand of the Outlaws
- 1936: The Law Rides
- 1937: Border Phantom
- 1937: The Trusted Outlaw
- 1937: Doomed at Sundown
- 1937: The Colorado Kid
- 1937: Ridin' the Lone Trail
- 1938: The Feud Maker
- 1939: Myszy i ludzie
- 1940: The Carson City Kid
- 1940: Under Texas Skies
- 1940: Lone Star Raiders
- 1940: Billy the Kid in Texas
- 1940: Billy the Kid's Gun Justice
- 1941: Billy the Kid in Santa Fe
- 1941: Billy the Kid's Range War
- 1941: Billy the Kid's Fighting Pals
- 1944: Marked Trails
- 1945: Navajo Kid
- 1945: Northwest Trail
- 1946: Wielki sen
- 1946: Sheriff of Redwood Valley
- 1946: Ambush Trail
- 1951: Cattle Drive
- 1952: The Lion and the Horse
- 1959: Wzgórze Pork Chop